# Nazionale maschile under 21 di calcio della Bulgaria
La Nazionale di calcio bulgara Under-21 è la rappresentativa calcistica Under-21 della Bulgaria ed è posta sotto la Federazione calcistica bulgara. La squadra partecipa al campionato europeo di categoria che si tiene ogni due anni.

## Partecipazioni ai tornei internazionali

### Europeo U-21
- 1978: Semifinali
- 1980: Non qualificata
- 1982: Non qualificata
- 1984: Non qualificata
- 1986: Non qualificata
- 1988: Non qualificata
- 1990: Quarti di finale
- 1992: Non qualificata
- 1994: Non qualificata
- 1996: Non qualificata
- 1998: Non qualificata
- 2000: Non qualificata
- 2002: Non qualificata
- 2004: Non qualificata
- 2006: Non qualificata
- 2007: Non qualificata
- 2009: Non qualificata
- 2011: Non qualificata
- 2013: Non qualificata
- 2015: Non qualificata
- 2017: Non qualificata
- 2019: Non qualificata
- 2021: Non qualificata
- 2023: Non qualificata